# گرولفورد (اورگن)
گرولفورد، اورگن (به انگلیسی: Gravelford) یک محدوده ثبت‌نشده در ایالات متحده آمریکا است که در شهرستان کوس ایالت اورگن واقع شده‌است. گرولفورد ۱۷٫۰۷ متر بالاتر از سطح دریا واقع شده‌است.